# Leptophion ankylosus
Leptophion ankylosus là một loài tò vò trong họ Ichneumonidae.